# 龔澤
龔澤（1433年—？），字時濟，浙江寧波府慈谿縣人，民籍。明朝政治人物。進士出身。

## 生平
天順三年（1459年）舉己卯科浙江鄉試第九名。成化五年（1469年）乙丑科會試第六十三名，殿試登進士第二甲第二十名，歷官南京大理評事。

## 家族
曾祖龔蒙，贈工部主事。祖父龔璧，曾任工部郎中。父亲龔衘。